# 王定安 (成化進士)
王定安（1445年—？），字至善，順天府大興縣富戶籍，福建懷安縣人，明朝政治人物。

## 生平
成化十三年（1477年），丁酉科順天府乡试中舉。成化十七年（1481年）聯捷辛丑科進士，官至户部郎中。

## 家族
曾祖王惟一；祖父王宣；父王福，母高氏。慈侍下。弟定宁。